# Langues en Égypte
La langue officielle de l'Égypte est l'arabe standard moderne mais la principale langue parlée est l'arabe égyptien, qui ressemble à l'arabe classique, malgré quelques différences de prononciation de quelques lettres et la vocalisation de certains mots qui changent selon les provinces et les villages. Le siwi – tamazight (berbère) de l'ouest du pays – est toujours parlé à Siwa. Le copte, lui, survit en tant que langue liturgique des chrétiens d'Égypte. Quant au nubien,  il demeure une langue parlée par les habitants de Haute-Égypte, dans la région d'Assouan, une région communément appelée Nubie.
L'arabe fut adopté par les Égyptiens après l'invasion arabe de l'Égypte. Les langues parlées sont l'arabe égyptien (68 %), l'arabe saʿïdi (29 %), l'arabe bédouin de l'Est de l'Égypte (en) (1,6 %), l'arabe soudanais (0,6 %), le domari (0,3 %), le nubien (0,3 %), le bedja (0,1 %), le berbère siwi et d'autres encore. Additionnellement, le grec, l'arménien et l'italien sont les principales langues des immigrants. À Alexandrie au XIXe siècle il y avait une large communauté d'Égyptiens Italiens et l'italien était la lingua franca de la ville. Vers 1950[Quoi ?], le français deviendra la lingua franca des étrangers, suivi de très près par l'anglais. En 1954-1956, avec la nationalisation du canal de Suez, l'immense majorité des étrangers Européens partent, et l'anglais devint la première langue étrangère. L'arménien est aussi parlé par une petite communauté à Alexandrie, et au Caire.   
Les principales langues enseignées à l'école sont donc, en ordre de popularité, l'anglais, le français, l'allemand et l'italien. 
Plus récemment, le russe, le chinois, et le farsi (persan) sont aussi des langues étrangères très demandées.
Le turc, langue de l'ancien dominateur ottoman est encore parlé par des personnes partiellement d'origine turque, ou des descendants de Turcs, surtout dans les grandes villes du delta du Nil et au Caire. Il reste moins de 20 000 locuteurs du turc dans le pays, des locuteurs souvent très partiels.  
Globalement, environ 10 % des Égyptiens sont en mesure de parler ou comprendre une langue étrangère. 

## Francophonie
La francophonie en Égypte est la pratique et culture de la langue française dans ce pays, membre de l'Organisation internationale de la francophonie.
De plus, les villes d'Alexandrie, du Caire et de Port-Saïd sont membres de l'Association internationale des maires francophones.